# Roberto de Alençon
Roberto de Valois (¿?, 1344 – ¿?, 1377). Noble francés, conde de Perche. Perteneciente a la Dinastía Valois, era el último hijo del conde Carlos II de Alençon (nieto de Felipe III el Atrevido, segundo hijo del conde Carlos de Valois y hermano menor de Felipe VI) y de la infanta castellana María de La Cerda (bisnieta de Alfonso X de Castilla y de León). Era el hermano menor de los Carlos III y Pedro II de Alençon, del cardenal Felipe de Alençon, arzobispo de Ruan y de la monja Isabel de Alençon.
Sucesor de su padre con solo 2 años, la regencia estuvo a cargo de sus hermanos mayores, los condes de Alençon.
El 5 de abril de 1374, se casó con Juana, hija del vizconde Juan I de Rohan. De esta unión nació un solo hijo:
- Carlos (1375 – 1377), muerto poco antes que su padre.

Muerto sin descendencia, Roberto fue sucedido por su hermano Pedro.
| Predecesor: Carlos | Conde de Perche 1346-1377 | Sucesor: Pedro |

- Datos: Q446264